# Петрово (Туринський міський округ)
Петро́во (рос. Петрово) — присілок у складі Туринського міського округу Свердловської області.
Населення — 147 осіб (2010, 187 у 2002).
Національний склад населення станом на 2002 рік: росіяни — 99 %.